# Yelamu
Los Yelamu eran una tribu indígena americana Ohlone del área de la Bahía de San Francisco en el norte de California.

## Historia
Los Yelamu vivían en el extremo norte de la Península de San Francisco en la región que comprende la Ciudad y Condado de San Francisco antes de la llegada de missioneros españoles en 1769. Los primeros cuatro Yelamu convertidos al cristianismo eran bautizados por el Padre Palou y Padre Santa María entre 1777 y 1779. Estuvieron absorbidos a la  Misión de San Francisco de Misión de Asís que fue fundado en 1776 por los españoles, y fueron de los  primeros "indios de Misión".
Dentro de dos generaciones de contacto europeo, los efectos de la colonización y missionización, incluyendo enfermedades y la pérdida de su modelo económico tradicional, los Yelamu fueron llevados a la extinción.

## Pueblos
Los Yelamu tuvieron cinco pueblos, algunos de los cuales fueron grabados por los Missioneros españoles circa 1769:
- Amuctac - Cerca del presente Valle de la Visitación
- Chutchui - Cerca del sitio de la Misión de Dolores en San Francisco[2]
- Petlenuc - Cerca del Presidio de San Francisco
- Sitlintac - En el valle del Riachuelo de la Misión en San Francisco
- Tubsinta - Cerca del presente Valle de la Visitación